# Harley Quinn
Harleen Frances Quinzel alias Harley Quinn este un personaj fictiv care apare în benzile desenate americane publicate de DC Comics. Quinn a fost creată de Paul Dini și Bruce Timm ca aliată a super-răufăcătorului Joker în Batman: The Animated Series, debutând în episodul 22, „Joker's Favor”, pe 11 septembrie 1992. 
Datorită popularității personajului, Harley Quinn își face debutul în benzile desenate, odată cu lansarea Batman: Harley Quinn #1 (octombrie 1999). Astfel, Quinn este prezentată ca un doctor psihiatru de la Azilul Arkham din Gotham City, ce se îndrăgostește de Joker, pacientul ei, devenind în cele din urmă complicele și iubita acestuia.
Inițial dublată de Arleen Sorkin, Quinn a apărut în multe alte proiecte ale DC Animated Universe, fiind dublată de actrițe precum Tara Strong, Hynden Walch, Laura Bailey, Jenny Slate, Melissa Rauch, Laura Post și Kaley Cuoco; aceasta din urmă a asigurat vocea personajului în serialul animat Harley Quinn din 2019. Mia Sara a interpretat personajul în serialul de televiziune Birds of Prey din 2002. Harley Quinn își face debutul cinematografic în filmul Suicide Squad (2016), unde este interpretată de Margot Robbie. Robbie își reia rolul în Birds of Prey (2020) și The Suicide Squad (2021), în timp ce Lady Gaga va interpreta personajul în Joker: Folie à Deux (2024).

## Caracterizare
Printre aptitudinile lui Harley Quinn se numără gimnastica, abilitățile în mânuirea armelor și în lupta corp la corp, imprevizibilitatea, imunitatea la toxine, și forța, agilitatea și durabilitatea sporite. Quinn mânuiește deseori arme cu tematică de clovn, un ciocan supradimensionat fiind arma ei simbol. Personajul are o pereche de hiene de companie, Bud și Lou, care uneori îi servesc drept câini de atac. Fiind un psihiatru instruit, cu un intelect la nivel de geniu, ea este adepta înșelăciunii și a manipulării psihologice.
Relația dintre Joker și Harley este cunoscută pentru natura sa abuzivă și codependentă, stabilită pentru prima dată în prima poveste despre originea lui Harley, Mad Love. Joker o abuzează în mod constant pe Harley, și, în ciuda abuzurilor, Harley Quinn se întoarce mereu la el. În banda desenată Batman: Harley Quinn din 1999, Jokerul decide să o ucidă pe Harley, după ce recunoaște că ține la ea, că relația lor este romantică, și că aceste sentimente îl împiedică să își îndeplinească scopurile malefice.

### Relația cu Poison Ivy
Înainte de reboot-ul din New 52, Poison Ivy și Harley sunt prezentate ca pătrașe la infracțiuni, acestea fiind și cele mai bune prietene. Spre deosebire de majoritatea echipelor de răufăcători, parteneriatul lor este autentic și se bazează pe respect reciproc. Ivy dorește să o salveze pe Harley din relația abuzivă nesănătoasă cu Joker. În ultimul episod al seriei Gotham City Sirens, Harley sugerează că Ivy ar putea fi îndrăgostită de ea, o acuzație care o uimește pe aceasta. În numărul următor, Poison Ivy recunoaște că ar putea într-adevăr să o iubească pe Harley, dar detaliile iubirii sale nu sunt niciodată specificate, iar seria se încheie înainte ca relația lor să poată fi abordată.
Conner și Palmiotti au făcut aluzie la o relație romantică în seria New 52 Harley Quinn, și mai târziu au confirmat că Harley și Ivy au o relație non-monogamă. Numărul 25 din 2017 al seriei Harley Quinn a marcat primul lor sărut.

## Publicații
Datorită popularității sale, Harley Quinn a fost adaptată în benzile desenate ale DC. În septembrie 1993, la un an după prima apariție a lui Harley Quinn în Batman: The Animated Series, personajul și-a făcut debutul în benzile desenate în cel de-al 12-lea număr din The Batman Adventures, o serie plasată în universul The Animated Series, și a devenit un personaj recurent. În 1997, a apărut în povestea Batman: Thrillkiller, lansată în cadrul Elseworlds, un imprint DC Comics care publica povești din realitatea alternativă în afara continuității. În 1999, a devenit un personaj canonic odată cu lansarea Batman: Harley Quinn.
Harley Quinn are propria sa adaptare romanțată din benzile desenate, ca parte a seriei DC Comic Novels. Mad Love a fost lansat în noiembrie 2018, scris de Pat Cardigan și co-creatorul original, Paul Dini, și publicat de Titan Books.

## Impact
Harley Quinn a devenit unul dintre cele mai populare personaje DC Comics. Relansarea din 2016 a benzii sale desenate a vândut mai multe exemplare decât orice alt titlu DC Rebirth, fiind una dintre cele mai bine vândute benzi desenate ale anului. Editorul DC Comics, Jim Lee, se referă la Harley Quinn ca fiind al patrulea pilon în linia lor editorială, după Superman, Batman și Femeia Fantastică. Harley Quinn este prezentă în patru serii distincte în curs de desfășurare - trei titluri eponime și Suicide Squad. Doar Batman și Superman au un număr comparabil de apariții lunare, ceea ce face ca Harley să fie cel mai proeminent și profitabil personaj feminin DC.
În 2016, Harley Quinn a reprezentat cel mai popular costum de Halloween, atât în Statele Unite, cât și în Marea Britanie, și rămâne un subiect popular pentru cosplay. Pentru a sărbători personajul, DC Comics a declarat luna februarie ca fiind luna Harley Quinn, și a publicat 22 de coperte variante Harley Quinn în toată linia lor de benzi desenate. Lista IGN din 2009 a celor mai importanți 100 de răufăcători de benzi desenate din toate timpurile a clasat-o pe Harley Quinn pe locul 45. A fost clasată pe locul 16 în lista „100 cele mai sexy femei din benzile desenate” din 2011 a Comics Buyer's Guide. Actorul care dă voce personajului Joker, Mark Hamill, atribuie succesul lui Harley Quinn interpretării lui Arleen Sorkin.